# Florenci d'Urgell
|  | Per a altres significats, vegeu «Florenci». |

Florenci d'Urgell (? — ~850) fou un religiós que ostentà el títol de bisbe d'Urgell, entre l'any 840 i l'any 850, aproximadament.
D'aquest bisbe no se'n sap quasi res, de fet, no hi ha cap escrit sobre ell. No va assistir a cap concili important ni fer res rellevant que fos escrit o arribés als nostres dies.
Se sap que l'anterior bisbe, Sisebut, morí l'any 840, pel que se suposa que el succeí immediatament. Tampoc se sap res de la seva mort, però el següent bisbe, Beat, és citat per primer cop l'any 850.

## Mencions
És mencionat en el següent escrit:
| « | Sembla, dones, que es pot afirmar que el primer terç del segle IX hi havia en el territori del bisbat d'Urgell, esglésies privades o pròpies, els amos de les quais i els seus clergues actuaven al marge de I'autoritat episcopal. De les dificultats que tenien els bisbes nouvinguts al territori per a fer valdré la seva autoritat envers els clergues alludits n'hi ha altres testimonis fefaents, així com de la pressió que alguns laics i els propis servents episcopais exercien sobre els clergues per obligarlos a entregar una part de la renta parroquial'. La tradició atribueix a Sisebut el trasllat de la catedral al vicus urgellensis des de Castellciutat, i la seva dedicació primera, quan encara sols restava mig construída {ad medietatem), al bisbe Florenci, a mig segle IX. Del traspàs de l'autoritat reial als comtes en veurem exemples ben aviat, afectant també la unitat interna de l'organització parroquial. L'exemple de la catedral i la inseguritat de l'època conduirien ben aviat als clergues a viure junts, establint canoniques, mes o menys regulars, a les parròquies majors o als districtes arxiprestals. A aqüestes comunitats de clergues els convindria també, ben aviat, conviure amb els monestirs benedictinitzats per l'esperit reformista deis Carolingis. | » |